# Стецьківка (Сумський район)
Стецькі́вка (в минулому — Олешенка) — село в Україні, у Сумській міській громаді Сумського району Сумської області. Населення становило 3 тисячі осіб у 2022 році. Колишній орган місцевого самоврядування — Стецьківська сільська рада.

## Географія
Село Стецьківка знаходиться на березі річки Олешня в місці впадання в неї річки Каланчак, вище за течією на відстані 1,5 км розташовані села Руднівка і Кровне, нижче за течією на відстані 0,5 км розташоване село Піщане. На відстані до 1 км розташовані села Радьківка і Кардашівка. Через село проходить автомобільна дорога Н07.
До обласного центру — 13 кілометрів.

## Назва
Першопочаткова назва села була Олешенка.

## Історія
На західній околиці села Стецьківка, на правому березі річку Олешня, виявлено поселення ранньої залізної доби.
Історія села, як населеного пункту бере початок з 1659 року. Його засновниками вважаються п'ятеро козаків: Рудень, Стецько, Чайка, Переяславець та Чугаєв. Оскільки Стецько був за головного, то село вирішили назвати на його честь. В «Історико-статистичному описі Харківської єпархії» Філарет (Д. Г. Гумілевський) зазначає, що козак Стецько не хто інший як сумський отаман Стецько. Село було центром Стецьківської сотні, а територія сотні входила до складу Сумського полку.
На сьогодні відомі імена семи стецьківських сотників, серед яких старшинська династія Глуховцових.
За переписом 1732 року в Стецьківці нараховувалося 200 козаків, 733 підпомічників, 17 робітників, 60 підданих сотника Андрія Васильовича Савича, 88 підданих полкового писаря Євстафія Кияницина і 40 інших підданих, в школі два школяра — вчителі, всього 1124 чоловічих душ.
6 грудня 1844 року у слободі Стецьківка відкрилося народне училище — перший навчальний заклад. З 1855 року воно розташовувалося у квартирі дячка Дмитрівської церкви Олексія. Пізніше було реорганізоване в церковнопарафіяльну школу, яка на початку 70-х років XIX століття згоріла. На цьому місці 1874 року збудовано земське училище. Навчання в училищі тривало, незважаючи ні на війни, ні на революції. Після революційних подій 1917 року земське училище було реорганізовано в семирічну школу.
За даними на 1864 рік у казеній слободі, центрі Стецьківської волості Сумського повіту Харківської губернії, мешкало 2648 осіб (1301 чоловічої статі та 1347 — жіночої), налічувалось 409 дворових господарств, існували 2 православні церкви та винокурний завод, відбувалось 2 щорічних ярмарки. На правому березі річки Олешні, на вигоні, на початку XX століття збудовано ще одне двокласне училище, де навчалося близько 100 учнів.
Станом на 1914 рік кількість мешканців зросла до 7600 осіб.
Визвольні змагання 1917—1921 років не оминули й Стецьківку. 9 січня 1918 року Суми і навколишні села захопили більшовики.
З наступом українсько-німецьких військ, 1 квітня 1918 року Суми та прилеглі села були звільнені від червоних.
З початком другої українсько-більшовицької війни 1919 року, 9 січня 1919 року Червона армія знову захопила Суми та прилеглу територію, до якої входила і Стецьківка. Але радянська влада в селі протрималася лише до серпня 1919 року. 14 серпня 1919 року село захопили денікінці.
29 листопада 1919 року у село втретє і в останнє прийшла радянська влада: частини 41-ї стрілецької дивізії 14-ї армії зайняли Суми, а потім і Стецьківку.
12 червня 2020 року, відповідно до розпорядження Кабінету Міністрів України № 723-р «Про визначення адміністративних центрів та затвердження територій територіальних громад Сумської області», село увійшло до складу Сумської міської громади.
19 липня 2020 року, в результаті адміністративно-територіальної реформи та ліквідації Сумського району(1923—2020), увійшло до складу новоутвореного Сумського району.

#### Російське вторгнення в Україну (з 2022)
8 серпня 2024 року  близько 5-ї години ранку стався обстріл села, місцеві чули три вибухи. Масштаби руйнувань ще підраховується. На передньому фасаді школи не лишилося жодного вцілілого вікна, є тріщини на колонах. Також пошкоджені понад десять будинків місцевих мешканців. “Було два влучання, які пошкодили дах і фасад школи, повибивало вікна. В епіцентрі вибухів також будинки місцевих мешканців”, – розповів в. о. старости Стецьківського старостинського округу Микола Саченко.

## Господарство
В селі є спиртзавод, комбікормовий завод, відділення Ощадбанку.

## Відомі люди
- Бондаренко Денис Олександрович (2004-2022) — український військовик, учасник російсько-української війни[6].
- Головко Юрій Миколайович — український військовик, учасник російсько-української війни[7].
- Дерев’янко Іван Хомич (1922—1996) — український хірург, заслужений лікар УРСР (1975), Народний лікар СРСР (1984)
- Лазарко Микола Олександрович  — народився і проживав у селі. Український поет, філолог, педагог. Протоієрей Української Православної Церкви (Московський патріархат).
- Переяслов Володимир Євгенович (1983-2014) — старший сержант, військовослужбовець 9-й артилерійської батареї 27-го Сумського реактивного артилерійського полку. Загинув під час обстрілу.
- Руденко Сергій Валерійович — народився в селі. Журналіст, публіцист, автор низки документальних книг.